# Murray MacLehose, Baron MacLehose of Beoch
Crawford Murray MacLehose, Baron MacLehose of Beoch  (chinesisch 麥理浩 / 麦理浩; * 16. Oktober 1917 in Glasgow; † 27. Mai 2000 in Ayrshire, Schottland) war ein britischer Politiker und Diplomat. Er war von 1971 bis 1982 der 25. Gouverneur der damals britischen Kronkolonie Hongkong und dabei mit vier aufeinanderfolgenden Amtsperioden auch der am längsten dienende Gouverneur.

## Frühes Leben und frühe Karriere
Murray MacLehose war das zweite Kind von Hamish Alexander MacLehose und Margaret Bruce Black. Er besuchte 1931 die Rugby School und anschließend das Balliol College der Universität Oxford.
Während des Zweiten Weltkriegs nutzte MacLehose seine Stellung als britischer Vizekonsul, um verdeckt chinesische Partisanen in der Durchführung von Sabotageakten hinter den japanischen Linien auszubilden.
In den späten 1960er Jahren war MacLehose der wichtigste Privatsekretär des britischen Außenministers George Brown.
MacLehoses Karriere geriet in Gefahr, als er 1967 die Kopie eines vertraulichen Telegramms in einer Bank vergaß. Dieses vom britischen Premierminister Harold Wilson an den amerikanischen Präsidenten Lyndon B. Johnson gerichtete und den Vietnamkrieg betreffende Schreiben wurde von einem anderen britischen Diplomaten gefunden und wieder zurückgebracht. Wilson und Brown verhinderten eine Untersuchung dieser Verletzung der Sicherheitsbestimmungen, da sie MacLehoses Fähigkeiten schätzten, und retteten so dessen Karriere. Im gleichen Jahr 1967 wurde  MacLehose zum britischen Botschafter in Südvietnam ernannt.
Vor seiner 1971 erfolgten Ernennung zum Gouverneur Hongkongs diente MacLehose in der britischen Botschaft in Peking und als britischer Botschafter in Dänemark.

## Gouverneur von Hong Kong
MacLehose wurde im November 1971 Gouverneur von Hongkong und verblieb bis zum Mai 1982 in dieser Funktion, womit er Hongkongs am längsten amtierender Gouverneur war; seine 10 Jahre und 6 Monate währende Bekleidung dieses Postens übersteigt den früheren Rekord von Sir Alexander Grantham um ein Monat. Häufig wurde er liebevoll „Jock the Sock“ genannt, in Anspielung auf seine schottische Abkunft („Jock“ ist ein umgangssprachlicher englischer Ausdruck für „Schotte“) und seinen Namen („hose“ ist eine alte Bezeichnung für englisch „sock“, zu deutsch „Socke“). Er trug nur selten seine amtliche Uniform, da er sich darin unbequem fühlte.
Als von der Labour Party beeinflusster Diplomat führte MacLehose während seiner Amtszeit vielfältige Reformen durch, welche die Grundlage für das Selbstbewusstsein der Einwohner des modernen Hongkong schufen. Er ließ Chinesisch neben Englisch als offizielle Kommunikationssprache anerkennen. Ferner baute er die Wohlfahrt stark aus und  initiierte ein umfangreiches öffentliches Wohnungsbauprogramm. Zur Bekämpfung der Korruption gründete er 1974 die Independent Commission Against Corruption (ICAC). Durch die Schaffung der District Boards (lokale Räte für die Distrikte Hongkongs) verbesserte er die Rechenschaftspflicht der Regierung erheblich. Er beaufsichtigte den Bau der Mass Transit Railway, also des U-Bahn-Systems Hongkongs, sowie andere wesentliche Infrastrukturprojekte. Unter seiner Beobachtung wurden auch kommunale und Kunsteinrichtungen erweitert sowie öffentliche Kampagnen, etwa gegen Müll und Gewaltdelikte, eingeleitet.
Die erhöhten Ausgaben für diese Reformen benötigten die Zustimmung des britischen Finanzministeriums, und die Steigerung der Aufwendungen der Hongkonger Regierung um über 50 Prozent in den ersten beiden Jahren von MacLehoses Amtszeit stieß auf beträchtlichen Widerstand.

### Weitere bedeutende Regierungsmaßnahmen
Andere wichtige Regierungsbeschlüsse, die während der Amtszeit MacLehoses gefasst wurden, waren u. a.:
- Die Einführung eines neunjährigen Pflichtschulunterrichts.[7]
- Die 1972 erfolgte Einführung eines zehnjährigen Wohnbauprogramms zur Linderung der Wohnungsnot.[8]
- Die Errichtung neuer Satellitenstädte,[9] beispielsweise Sha Tin and Tuen Mun.
- Die Errichtung von Landschaftsparks.[9]
- Die Einführung und Genehmigung einer Arbeitsrechtsverordnung.[10]
- Die Aufstellung eines Sozialhilfeprogramms.[11]
- Der Bau der Mass Transit Railway.[12]
- Der Ausbau der kommunalen Einrichtungen.[13]
- Die Einführung von Chinesisch als Amtssprache.[14]
- Die Einführung bezahlter Urlaube.[15]
- Die Steigerung des sozialen Dienstleistungsangebots für Senioren.[11]
- Die Einführung von Beihilfen für Invalide.[16]
- Die Einführung von Abfindungen für Arbeitnehmer.[15]
- Die Vorstellung eines Eigenheimbesitzplans zur Förderung der Immobilieneigennutzung.[17]
- Die Einführung eines großen Rehabilitationsprogramms für Invalide und sozial Benachteiligte.[18]
- Die Steigerung der Zahl der Schulen und Spitäler.[19]
- Die Einführung von Entschädigungen bei Strafverfolgungsverletzungen.[20]
- Die Einführung von Unterstützungen für Opfer von Verkehrsunfällen.[20]
- Die Einführung von Beihilfen für besondere Bedürfnisse der Senioren.[20]
- Die Einführung von Krankenzuschüssen für berechtigte Arbeiter und geringbezahlte Angestellte.[20]
- Die Einführung von wöchentlichen Ruhetagen.[20]
- Die Einführung von Arbeitsgerichten.[20]
- Die Einführung des Systems des Junior Secondary Education Assessment (JSEA) zur Steigerung der Zahl der subventionierten Plätze in den Oberstufen der Sekundarbildung.[20]
- Die Gründung des Geotechnical Engineering Office (Teil des Civil Engineering and Development Department) zur Gewährleistung der Sicherheit von Berghängen, um weitere Verluste von Menschenleben wie jene infolge der Erdrutsche in Sau Mau Ping in den Jahren 1972 und 1976 zu vermeiden.[21]

### Verhandlungen zur Rückgabe Hongkongs an China
1979 trat MacLehose mit Chinas faktischem Führer Deng Xiaoping in Gespräche bezüglich der britischen 99-jährigen Pacht der New Territories (ein alle nördlich der Boundary Street auf der Kowloon-Halbinsel gelegenen Territorien umfassendes Gebiet) ein. Obwohl die Verhandlungen damals ergebnislos verliefen, waren an ihnen schließlich Spitzenbeamte der britischen Regierung beteiligt und ebneten den Weg für die am 1. Juli 1997 erfolgte Übergabe ganz Hongkongs (einschließlich der seinerzeit „auf ewig“ an Großbritannien abgetretenen Teile) an die Volksrepublik China.

## Späteres Leben und Tod
Nach dem Ende seiner Amtszeit als Gouverneur Hongkongs, die 1982 auslief, wurde MacLehose am 21. Mai desselben Jahres mit dem Titel Baron MacLehose of Beoch, of Maybole in the District of Kyle and Carrick and of Victoria in Hong Kong, zum Life Peer erhoben und wurde dadurch Mitglied des House of Lords. 1983 wurde er zum Ritter des Distelordens ernannt. 1992 bekam er die Ehrendoktorwürde der Universität Hongkong verliehen. 80-jährig besuchte er 1997 die Feier zur Übergabe Hongkongs.
MacLehose starb am 27. Mai 2000 im Alter von 82 Jahren in Ayrshire, Schottland.

## Ehrungen
- Mitglied des Order of the British Empire (MBE) (1946)[24]
- Companion des Order of St. Michael and St. George (CMG) (1964)[25]
- Knight Commander des Order of St. Michael and St. George (KCMG) (1971)[26]
- Knight Commander des Royal Victorian Order (KCVO) (1975)[27]
- Knight Grand Cross des Order of the British Empire (GBE) (1976)[28]
- Life Peer-Würde (1982) (Baron MacLehose of Beoch)[22]
- Knight Companion des Distelordens (KT) (1983)[29]
- Ehrendoktor der Rechte, Universität Hongkong (1992)
- Die 100 km lange MacLehose Trail, die sich in den New Territories vom Distrikt Sai Kung nach Tuen Mun  erstreckt, wurde nach ihm benannt (MacLehose war ein begeisterter Wanderer)
- Das MacLehose Medical Rehabilitation Centre, das MacLehose Dental Centre, das Lady MacLehose Holiday Village und der Sir Murray MacLehose Trust Fund wurden ebenfalls nach ihm bzw. nach seiner Gattin benannt